# Nicolai Paslar
Nicolai Ivanovich Paslar (en bulgare: Николай Иванович Паслар), né le 12 juin 1980 à Taraclia (RSS de Moldavie), est un lutteur soviétique puis bulgare issu de la minorité bulgare de Moldavie.

## Biographie
Il naît le 12 juin 1980 à Taraclia, en URSS, dans la famille de Ivan et Vassilissa Paslar, qui travaillent tous les deux dans un kolkhoze. Il a un petit frère, Slavik, qui est aussi lutteur. 
Combattant dans la catégorie des poids moyens, il a d'abord représenté la Moldavie dans les compétitions junior avant de s'établir en Bulgarie en 1990 et d'en prendre la nationalité. 
Sous les couleurs bulgares, il a remporté une médaille d'or aux Championnats du monde de lutte en 2001 à Sofia et une médaille de bronze à ceux de 2005 à Budapest. Il a également remporté une médaille d'or aux Championnats d'Europe de lutte en 2005 à Varna et trois médailles de bronze en 2000, 2001 et 2002.
Il a participé aux Jeux olympiques d'été de 2004.
En 2016, il est nommé directeur exécutif du club de lutte CSKA Sofia.